# 김승환 (배우)
김승환(1964년 5월 4일 ~ )은 대한민국의 영화 배우이다.

## 학력
- 경기고등학교
- 서울예술전문대학 연극과 (졸업)

## 데뷔
1983년 연극배우 첫 데뷔하였다.

## 출연작

### 드라마
- 1984년 KBS 단막극 《드라마게임》
- 1989년 KBS1 일일드라마 《세노야》
- 1990년 MBC 대하드라마 《조선왕조 오백년 - 대원군》 좌옹 윤치호 역
- 1991년 MBC 어린이드라마 《동요나라》 - 동서풍 역
- 1993년 KBS2 단막드라마 《신 손자병법》 노마초 역
- 1993년 MBC 월화드라마 《걸어서 하늘까지》 권재 역
- 1993년 MBC 월화드라마 《나는 천사가 아니다》 태호 역
- 1994년 KBS2 일일드라마 《한쪽 눈을 감아요》 최기범 역
- 1994년 SBS 드라마 스페셜 《사랑은 없다》
- 1995년 KBS2 일일드라마 《개성시대》
- 1996년 MBC 일일드라마 《자반고등어》 원준 역
- 1996년 MBC 미니시리즈 《애인》 서기철 역
- 1997년 EBS 청소년드라마 《감성세대》 3학년 담임교사 역
- 1997년 SBS 월화드라마 《여자》
- 1997년 MBC 청춘시트콤 《남자 셋 여자 셋》 1997년 여름 방학 특집 문화대 라디오 학업 독려 방송에 나온 문화대학교 건축디자인학과 졸업자 김승환 역으로 목소리 출연(카메오)
- 1998년 EBS 청소년드라마 《내일》 담임 역
- 1999년 MBC 아침드라마 《아름다운 선택》
- 1999년 EBS 청소년드라마 《네 꿈을 펼쳐라》 담임교사 역
- 2000년 MBC 수목드라마 《이브의 모든 것》
- 2000년 SBS 일요드라마 《메디컬 센터》
- 2000년 MBC 주간시트콤 《세 친구》 정의정을 픽업한 누드 걸 사진 작가 김승환 역으로(카메오)
- 2002년 MBC 아침드라마 《내 이름은 공주》 강성진 역
- 2002년 MBC 월요시트콤 《연인들》 섬세하고 자상한 희경의 첫사랑 김승환 역
- 2004년 EBS 어린이드라마 《네 손톱 끝에 빛이 남아 있어》 어른 주민 역
- 2004년 KBS2 수목드라마 《두번째 프러포즈》 나철수 역
- 2005년 MBC 월화드라마 《원더풀 라이프》
- 2005년 SBS 금요드라마 《꽃보다 여자》
- 2008년 SBS 아침연속극 《며느리와 며느님》 오영훈 역
- 2009년 tvN 토요시트콤 《세 남자》(카메오)
- 2011년~2012년 SBS 일일연속극 《내 딸 꽃님이》 주용필 역
- 2011년 SBS 월화드라마 《드라마의 제왕》 이성조 역
- 2012년 SBS 일일연속극 《가족의 탄생》 최인우 역
- 2014년 SBS 아침연속극 《청담동 스캔들》 준규 역
- 2015년 SBS 일일연속극 《마녀의 성》 백금용 역
- 2019년 MBC 일일드라마 《모두 다 쿵따리》 중섭의 친척 역 (9회, 우정출연)
- 2020년 채널A 금토드라마 《거짓말의 거짓말》 강승화 역

### 영화
- 1986년 《오늘만은 참으세요》
- 1987년 《지옥의 링》 ... 마동탁 역
- 1990년 《잠자리에 들 시간》 ... 썬그라스 3 역
- 1991년 《독재소공화국》 ... 이재학 역
- 1991년 《토끼를 태운 잠수함》 ... 챠리정 역
- 1991년 《사랑과 죽음의 메아리》 ... 기용 역
- 1991년 《적과 적》
- 1992년 《어둔 밤 어둔 곳에》
- 1992년 《소녀경》
- 1993년 《불꽃 슛 통키》
- 1995년 《고금소총 5》
- 2011년 《위도》 ... 김 사장 역
- 2012년 《비처럼 음악처럼》 ... 차 실장 역
- 2013년 《노리개》 ... 오명우 역
- 2014년 《좀비스쿨》 ... 교감 역

### 연극
- 2010년 철로

### 라디오 프로그램
- 2015년 《EBS 책 읽는 라디오 낭독 시리즈》

## 가족 관계
- 아버지 : 미상
- 어머니 : 김은주
- 아내 : 이지연
  - 아들 : 김현
  - 딸 : 김한별

## 경력
- 2007년 대장암 홍보대사
- 2010년 암예방 홍보대사

## 광고
- 1989년 한국바이엘약품 탈시드 (feat 양재성)